# أهمية تاريخية

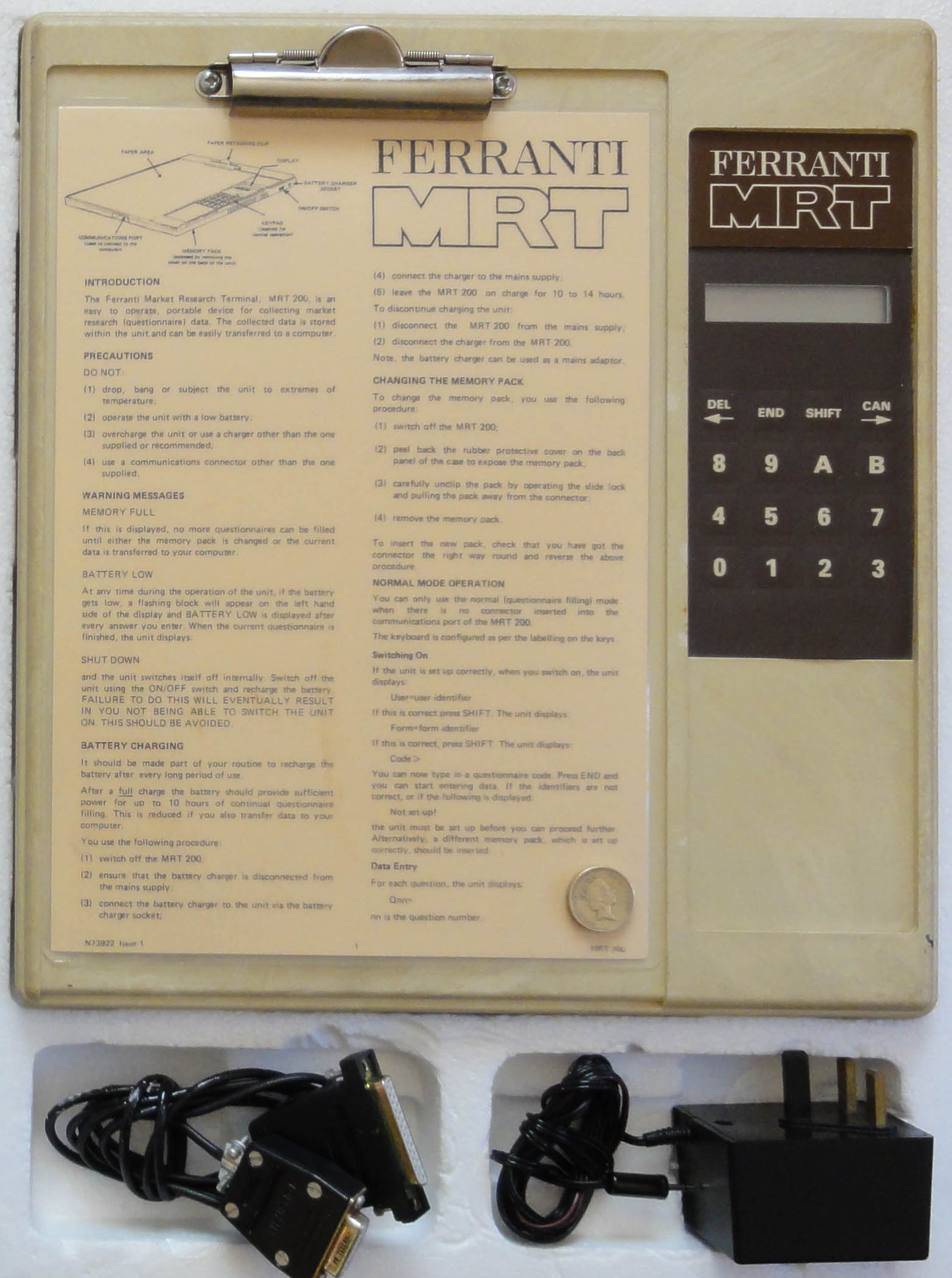
صورة لجهاز Ferranti MRT-100، وهو جهاز كمبيوتر محمول يتخذ شكل لوحة إلكترونية (وهو ذو أهمية تاريخية لأنه كان الأول من نوعه في العالم)

تُعرف الأهمية التاريخية بأنها مفهوم رئيسي تاريخي جغرافي يستكشف ويسعى إلى تفسير اختيار أحداث ماضية اجتماعية وثقافية معينة لتذكرها المجتمعات البشرية.
إن عنصر الاختيار هذا المتضمن في كلٍّ من إسناد الأهمية التاريخية وتحليلها هو أحد العوامل في جعل نظام التاريخ متميزًا عن الماضي. يُعد المؤرخون أن معرفة التواريخ والأحداث داخل وبين فترات تاريخية محددة هي المحتوى الأساسي للتاريخ، والمعروف أيضًا باسم «المعرفة من الدرجة الأولى» أو المفاهيم الموضوعية.
في المقابل، تعد الأهمية التاريخية مثالًا عن مفهوم رئيسي ثانوي خاص بموضوع معين أو «معرفة من الدرجة الثانية» تُعرف أيضًا باسم المفهوم التلوي، أو المفهوم التأديبي، الذي يستخدم عادة للمساعدة في تنظيم المعرفة داخل مجال الموضوع، ووضع إطار لمجالات البحث المناسبة، وتوفير الإطار الذي يمكن بناء المعرفة الجوهرية بناءً عليه، وخريطة تقدم المتعلم ضمن تخصص موضوعي، فيما يتعلق بالأهمية التاريخية تحديدًا، فإن الطريقة التي يجري بها اختيار التواريخ والأحداث وإسناد الأهمية النسبية ليست ثابتة، ويمكن أن تتغير بمرور الوقت وفقًا للمعايير التي تُستخدَم لتشكيل حكم الأهمية وكذلك كيفية اختيار هذه المعايير نفسها في الأول، وصف هذا الجانب من الأهمية على أنه «علاقة وطيدة بيننا وبين الماضي».
غالبًا ما يُنظر إلى الأهمية التاريخية على أنها تنطوي في الحكم على سبب تذكر شخص معين، ولماذا لا يجري تذكر شخص آخر، فإن هذا الجانب من الحكم المنطقي والتقييمي حول الأهمية التاريخية هو ما يجعل كتابة التاريخ تختلف عن كونها مجرد سجل للأحداث الماضية.
«بمجرد أن ننتقل إلى الأسئلة ذات الأهمية -لماذا حدث شيء ما مقابل مجرد حقيقة حدوثه- يصبح التاريخ عملًا من أعمال  الحكم « التي تعد مهمة من قبل مجتمعات معينة على النقيض مما استُبعِد من السجل التاريخي، مما أدى إلى اقتران الأهمية التاريخية في كثير من الأحيان بمفهوم الصمت التاريخي، الذي ينظر في سبب وكيفية عدم وجود المجموعات الاجتماعية والعرقية والإثنية المعينة. غير وارد في السجل التاريخي أو الذين لم يُنظر إلى مساهماتهم على أنها مهمة في أوقات معينة، وفي سياقات معينة. لذا، فإن الأهمية التاريخية ليست خاصية جوهرية أو ثابتة لحدث تاريخي معين، ولكنها بالأحرى تقييم: لمن؟ ولماذا؟ وكيف جرى الحكم على هذا الحدث بأنه مهم بما يكفي ليجري تذكره؟  مع وضع هذه السيولة المحتملة في الاعتبار، يترتب على ذلك أن أي تقييم للأهمية التاريخية يجب ألا يُنظر إليه على أنه ثابت أو دائم.
«الأهمية التاريخية ليست سمة دائمة أو ثابتة لأي حدث معين، إنها صفة عرضية تعتمد على المنظور الذي يجري من طريقه مشاهدة هذا الحدث لاحقًا».

## صلة
يعد المفهوم الرئيسي لدراسة التاريخ والحياة العامة في معظم المجتمعات بصرف النظر عن الموضوع، والأهمية التاريخية تصدر أحكامًا حول ما هو مهم ويجب تذكره عن الماضي ولماذا، من طريق انعكاساته على الجوانب التاريخية للثقافة والمجتمع المعاصرين، متضمنةً السمعة التاريخية والأحداث والقضايا والآثار وما يجري اختياره للتأكيد عليه في كتابة التاريخ نفسه. يمكن أن يكون فحص ما جرى تضمينه وما جرى استبعاده من السجل التاريخي أداة فعالة لتوجيه الطلاب لفهم كيفية تأثير الخلفية الثقافية في تصورهم للتاريخ. وُصِف تدريس كيفية تقييم ما عُدَّ مهمًا وما استُبعِد على النحو التالي:«بالتأكيد حجر الزاوية في تعليم ليبرالي وديمقراطي وشرط أساسي للمواطنة الفعالة».
يمكن أيضًا إثبات أهمية الأهمية التاريخية من طريق ظهورها في كل مكان تقريبًا في مناهج التاريخ الإقليمية والوطنية والدولية، متضمنةً -على سبيل المثال لا الحصر- المنهج الوطني السنغافوري والمناهج الوطنية الإنجليزية ودليل تاريخ دبلوم البكالوريا الدولية والمناهج الوطنية النيوزيلندي والمناهج الوطنية الأسترالية.

## تعريفات
توجد العديد من التعريفات ذات الأهمية التاريخية، على سبيل المثال: تُدرج اليونسكو أي موقعٍ بوصفه موقعَ تراث عالمي بشرط أن: «تحمل شهادة فريدة أو على الأقل استثنائية لتقاليد ثقافية أو حضارة».
تشمل الأمثلة البارزة الأخرى ما يلي: دليل تاريخ دبلوم البكالوريا الدولية الذي يتضمن الأهمية التاريخية بوصفه أحد مفاهيمه التاريخية الستة، إلى جانب المفاهيم الخمسة الأخرى: وجهات النظر والتغيير والاستمرارية والسببية والنتيجة. يحدد «الأولمبياد الدولي البيولوجي» الأهمية التاريخية، وتشمل: يتداخل هذا التعريف مع التعريف المقدم من مشروع التفكير التاريخي، الذي يتضمن الأهمية بوصفها أحد مفاهيمه الأساسية الستة للتفكير التاريخي، ويمكن أن يكتسب الشخص أو الحدث التاريخي أهمية إذا تمكنا نحن المؤرخين من ربطه باتجاهات وقصص أكبر تكشف شيئًا مهمًا لنا اليوم.
معايير تقييم الأهمية التاريخية:
عادة ما يجري تقييم الأهمية التاريخية من طريق الحكم على حدث مقابل معايير محددة مسبقًا وقد اقتُرحَت العديد من المعايير لتقييم الأهمية التاريخية ومع ذلك، فإن هذه المعايير دائمًا ذاتية، ومن ثم قابلة للنقاش، يمكن أن يكون هناك أيضًا اختلافات مهمة بين ما يُنظر إليه على أنه مهم من حيث الروايات الوطنية السائدة لبلدان معينة، وما يجري تدريسه في المدارس، وكيف يمكن لمجموعات معينة مثل مجموعات الأقليات أن تدرك أهمية حدثًا معينًا؟ لذا، فإن وصف أي حدث بأنه مهم تاريخيًا أو غير مهم يظل مفتوحًا للتحدي. لم يجر تصميم نماذج التدريس ذات الأهمية النموذجية لاستخدامها قوائم مراجعة، بل هي عدسات أو مبادئ تأديبية فريدة لفحص الأهمية التاريخية النسبية المرتبطة عادةً بحدث تاريخي أو تصرفات شخصية تاريخية. يمكن أن تشمل هذه الأقسام الفرعية المختلفة ذات الأهمية، مثل: الأهمية المعاصرة والأهمية السببية وأهمية النمط والأهمية الرمزية والأهمية المثيرة للذاكرة والأهمية الحالية.